# Bristol Aeroplane Company
La Bristol Aeroplane Company (anteriormente British and Colonial Aeroplane Company) fue la mayor constructora aeronáutica del Reino Unido, la cual, en 1959, se fusionó con otras grandes empresas del ramo para formar la British Aircraft Corporation, posterior miembro de British Aerospace, actualmente BAE Systems.
Los talleres de BAC se encontraban en Filton, a unos 6 km del centro de la ciudad de Bristol.

## Historia
La British and Colonial Aeroplane Company importó de Francia un biplano Zodiac diseñado por Voisin a fin de exhibirlo en la Muestra Aérea de 1910 en Olympia. Dotado de un motor Darracq de 50 cv, jamás logró volar satisfactoriamente, de modo que los planes de producción de otros cinco aviones se abandonaron en favor de una versión más refinada que había desarrollado Henri Farman. El Bristol Boxkite, un modelo diseñado por Henri Farman  en unas antiguas cocheras de tranvía en Filton en 1910. Unos años después, durante la Primera Guerra Mundial, se iniciaría la producción en masa del Bristol F.2 Fighter  para el Royal Flying Corps (RFC), germen de la Royal Air Force (RAF).
En 1920, BCAC se convirtió en la Bristol Aeroplane Company. Uno de sus productos estrella durante el periodo de entreguerras fue el Bristol Bulldog .
Más tarde la compañía se hizo famosa por la producción de dos aeronaves militares que serían empleadas por la RAF y las unidades de la Commonwealth durante la Segunda Guerra Mundial; el bombardero ligero Bristol Blenheim y el pesado Bristol Beaufighter . Estos aviones eran fabricados en una factoría oculta situada en la localidad costera de Weston-super-Mare.
Hacia el final de la Segunda Guerra Mundial, la sede de Filton era uno de los mayores complejos aeronáuticos del mundo, y seguramente el mayor de Europa. En 1946, aprovechando los beneficios obtenidos de la expansión durante la guerra, la compañía abrió una filial automovilística, Bristol Cars, empleando diseños de BMW anteriores a la guerra como base para un nuevo coche, el Bristol 400. La filial se volvió independiente en 1960, coincidiendo con la consolidación de la industria aeronáutica británica, pero mantuvo su sede en las instalaciones de Filton. Los materiales y construcciones prefabricadas fueron otros negocios  iniciados tras la guerra, pero fueron rápidamente abandonados. 
Bristol se involucró en el renacimiento de la aviación civil británica tras la guerra inspirado por los informes del Comité Brabazon para el estudio de un mercado británico de aviación civil. En 1949, el prototipo Bristol 167 Brabazon , uno de los mayores aviones de entonces, voló por primera vez. El proyecto Brabazon fue un paso en falso y finalmente se canceló en 1953. Al mismo tiempo el avión a hélice Bristol Britannia experimentó un gran éxito y junto con el carguero Bristol 170 Freighter fueron producidos en grandes cantidades durante los años 50. Bristol se involucró también en el desarrollo de helicópteros con el Bristol 173 y 192 Belvedere y el Bristol 171 Sycamore . La totalidad de la producción de helicópteros fue transferida a Westland Aircraft.
Otra actividad de posguerra fue el desarrollo de misiles, culminado con la producción del misil antiaéreo Bristol Bloodhound. La división de armas guiadas pasó finalmente a manos de Matra BAe Dynamics Alenia, filial de misiles de la francesa Matra.
A finales de los 50 la empresa emprendió estudios sobre aviones supersónicos, que contribuirían al nacimiento del Concorde.
En 1959 BAC fue obligada a fusionarse con English Electric, Hunting Aircraft y Vickers-Armstrongs para formar la British Aircraft Corporation, que posteriormente se fusionaría con las restantes constructoras aeronáuticas británicas para formar British Aerospace, actual BAE Systems.
Un avión experimental, el Bristol 188, fue construido en los 50 para probar la viabilidad del acero inoxidable como material para el fuselaje de un avión Mach 2.0. Con el tiempo el avión volaría en 1962, cuando la compañía ya era parte de British Aircraft Corporation. 

### Bristol Engine Company
La Bristol Engine Company era una empresa independiente, Cosmos Engineering, nacida de la empresa automovilística de preguerra Brazil-Straker. En 1917 se solicitó a Cosmos la investigación en motores radiales refrigerados por aire, produciendo lo que sería el Cosmos Mercury, un motor radial de 14 cilindros en 2 filas lanzado en 1918. Este motor apenas fue utilizado, pero una versión más sencilla de 9 cilindros conocida como Bristol Jupiter fue claramente un diseño ganador. 
Cosmos Engineering no pudo soportar la gran cantidad de contratos militares firmados y finalmente entró en bancarrota, y el Ministerio del Aire pensó que sería una buena idea que Bristol Aeroplane Company comprase la compañía. El Jupiter competiría con el Armstrong Siddeley Jaguar durante los años 20, pero Bristol puso más esfuerzo en su diseño y hacia 1929 el Jupiter era claramente superior. En los años 30 fue desarrollado una nueva línea de motores radiales que se convertirían en los motores a pistón más potentes del mundo, y que se venderían hasta los años 60. 
En 1956 la división fue renombrada como Bristol Aero Engines, y se fusionó con Armstrong Siddeley en 1958 para formar Bristol Siddeley, una de las empresas que luego formaría BAC. En 1966 Bristol Siddeley se fusionó con Rolls Royce generando el mayor fabricante de motores de Inglaterra.

## Aviones de Bristol
Los diseños de Bristol Aeroplane incluyen:
Pre-Primera Guerra Mundial:
- Bristol Boxkite

Primera Guerra Mundial:
- Bristol Scout
- Bristol M.1
- Bristol F.2B Fighter
- Bristol M.R.1

Entreguerras:
- Bristol Tipo 32 Bullet
- Bristol Tipo 62 Ten-Seater
- Bristol Tipo 83 Taxiplane
- Bristol Tipo 91 Brownie
- Bristol Tipo 105 Bulldog
- Bristol Tipo 130 Bombay
- Bristol Tipo 148
- Bristol Blenheim

Segunda Guerra Mundial:
- Bristol Beaufort
- Bristol Beaufighter
- Bristol Bolingbroke
- Bristol Brigand
- Bristol Buckingham
- Bristol Buckmaster
- Bristol Baltimore

Posguerra:
- Bristol Brabazon
- Bristol Freighter
- Bristol Britannia
- Bristol 188

Helicópteros:
- Bristol Belvedere
- Bristol Sycamore

## Motores Bristol
Los diseños de Bristol Engine incluyen:
Serie original:
- Bristol Cherub
- Bristol Jupiter
- Bristol Titan
- Bristol Lucifer
- Bristol Mercury
- Bristol Neptune
- Bristol Pegasus
- Bristol Phoenix
- Bristol Hydra

Serie con válvulas de camisa:
- Bristol Perseus
- Bristol Aquila
- Bristol Taurus
- Bristol Hercules
- Bristol Centaurus

Serie de turbina:
- Bristol Theseus (turbohélice con intercambiador de calor)
- Bristol Proteus (turbohélice)
- Rolls-Royce/Bristol Olympus
- Bristol Orpheus
- Bristol Orion (turbohélice)
- Pegasus turbofan

Estatorreactores:
- Bristol BRJ.801
- Bristol Thor
- Odin

## Misiles Bristol
Los diseños de misiles Bristol incluyen:
- Blue Envoy SAM (sólo un proyecto, nunca fue fabricado)
- Bloodhound
- Bristol 182, conocido también como UB.109T "Blue Rapier"
- Fulmar (cohete)
- Skua (cohete)